# Piezoelektrisk effekt
Den piezoelektriske effekt (af græsk: piezein = klemme eller presse) er en egenskab, som mange forskellige krystaller besidder: Hvis krystallen påvirkes af mekaniske kræfter, reagerer den ved at danne en elektrisk spænding, der kan måles på krystallens overflade. Og fænomenet er reversibelt: sætter man elektrisk spænding til sådanne krystaller, ændrer de facon; dette kaldes for den omvendte piezoelektriske effekt (for at understrege "retningen" omtales den piezoelektriske effekt også som den direkte piezoelektriske effekt, i kontrast til den omvendte effekt) . Der er godt nok kun tale om mikroskopiske bevægelser, til gengæld sker de med en enorm kraft.
Den piezoelektriske effekt blev både forudsagt og demonstreret i 1880'erne, og krystaller med disse egenskaber er siden blevet brugt i mange forskellige praktiske sammenhænge: Fra dagligdagen kendes de "elektroniske" lightere, hvor en piezoelektrisk krystal anslås af en hammer og derved danner de flere tusinde volt, der får lighterens elektriske gnist til at springe.

## Sådan virker det
I en piezoelektrisk krystal findes adskilte områder med positive og negative ladninger, men da områderne er symmetrisk fordelt, er krystallen udadtil elektrisk neutral. Når krystallen påvirkes af mekaniske kræfter udefra, forskubbes denne symmetri, så der visse steder samles mest positiv ladning og andre steder mest negativ ladning. Mellem sådanne to steder i krystallen skabes en spændingsforskel; en terningformet krystal af kvarts med 1 centimeters sidelængde kan levere op imod 12,5 kilovolt, når den udsættes for 2.000 newton (tyngdekraften af godt 200 kilogram).
Når man lægger et elektrisk felt over en piezoelektrisk krystal, vil de positivt ladede dele af krystallen mærke en mekanisk tiltrækningskraft hen imod den negative elektrode, mens de negativt ladede dele trækkes mod den positive elektrode. Dette skaber mekaniske spændinger inde i krystallen mellem zoner med forskellig ladning, og da krystallen er en anelse elastisk, giver den til en vis grad efter for disse spændinger. Resultatet er, at krystallen ændrer facon; bliver en anelse kortere eller længere eller evt. "vrider" sig. Det drejer sig kun om nogle få nanometer, men til gengæld kan krystallen med sin facon-ændring udøve gigantiske kræfter, der måles i dusinvis af megaton; tyngden af flere tusinde tons.

## Piezoelektriske materialer
Ud over kvarts findes der mange materialer, der besidder piezoelektriske egenskaber: stoffer som aluminiumfosfat og keramiske materialer med perovskit eller wolfram-bronze-strukturer (BaTiO3, KNbO3, LiNbO3, LiTaO3, BiFeO3, NaxWO3, Ba2NaNb5O5, Pb2KNb5O15). Enkelte polymerer såsom polyvinylfluorid har en piezoelektrisk virkning, der er adskillige gange større end for kvarts, og en række naturlige stoffer som gummi, uld, hår, fibre af træ samt silke udviser til en vis grad piezoelektriske egenskaber. Man har også konstateret effekten i knogler, og nogle mener, at dette er et led i den proces, der får knogler til at "vokse sig stærke", når de udsættes for mekanisk pres.

## Tekniske anvendelser
Piezoelektriske materialer har fundet anvendelse i en lang række sammenhænge. hvor elektricitet skal omsættes til mekaniske kræfter og/eller omvendt.

### Højspændingskilder
Visse piezoelektriske materialer, som f.eks. kvarts, kan skabe elektriske spændinger på adskillige kilovolt, og disse spændinger kan "tappes" fra krystallen.
- Som nævnt i indledningen er det en piezoelektrisk krystal, der leverer spændingen til gnisten i en elektronisk lighter: Fordelen ved denne måde at antænde lightergassen er, at knappen og krystallen kan sidde i en vis afstand fra flammen; dette udnyttes især i de specielle lightere, der bl.a. bruges til at tænde et gaskomfur.
- I USA arbejder den militære forskningsenhed DARPA med at udstyre støvler til soldater med piezoelektriske krystaller, som skal opsamle strøm til elektronisk kampudrustning, når soldaten går.
- En piezoelektrisk transformator benytter én del af en stang af piezoelektrisk materiale til at omsætte elektrisk vekselstrøm til mekaniske svingninger, mens en anden del af stangen bruges til at omsætte svingningerne tilbage til vekselstrøm: Den spænding, man får ud, kan være op imod 1.000 gange den spænding, der tilføres.

### Mekaniske sensorer
Den omvendte piezoelektriske effekt udnyttes i sensorer, der opfanger mekaniske bevægelser:
- Den såkaldte krystalmikrofon er en art mikrofon, hvor lydens svingninger påvirker en piezoelektrisk krystal. Over krystallen vil der kunne måles en spænding, der vil variere i takt med lydsvingningerne.
- I sonaren bruges en variant af ovenstående krystalmikrofon til at lytte efter tilbagekastede lydsignaler fra omgivelserne.
- I elektroniske trommer er det en piezoelektrisk sensor, der omsætter trommeslagene til elektriske signaler.

### Mekaniske aktuatorer
En aktuator er det modsatte af en sensor, men piezoelektriske materialer fungerer jo "begge veje" og bruges også i en række aktuatorer:
- I en piezoelektrisk højttaler er selve membranen lavet af en piezoelektrisk polymér: Når der sættes en vekselspænding til denne membran, vibrerer den og omsætter derved det elektriske signal til lyd. Disse er hyppigt anvendt i gavekort med lyd i, idet disse højtalere kan laves meget tynde.
- Inden for optikken udnytter man de piezoelektriske materialers evne til at udøve store mekaniske kræfter over ganske korte distancer, f.eks.:
  - I lasere bruger man spejle, hvis præcise position styres elektronisk af piezoelektriske elementer, til at optimere den stråle, laseren leverer.
  - I en akusto-optisk modulator bruges mekaniske svingninger, frembragt ad piezoelektrisk vej, til at styre lys ved hjælp af dopplereffekten eller diffraktion.
- I Atomic Force- og Scanning Tunneling-mikroskoperne bruges piezoelektriske elementer til at styre positionen af den nål, der afsøger overfladen af den prøve, der mikroskoperes.

### Frekvensstandarder
En krystal i elektronisk forstand er en komponent, hvori en stemmegaffel af et piezoelektrisk materiale er anbragt, så den kan svinge frit: denne stemmegaffel kan "anslås" ved hjælp af den omvendte piezoelektriske effekt, og mens "tonen klinger ud", kan man i kraft af den piezoelektriske effekt "tappe" en vekselspænding, der svinger i takt med stemmegaflens mekaniske svingninger. I en krystaloscillator forstærkes dette signal og føres tilbage til krystallen, sådan at svingningerne ikke "klinger ud", men bibeholder en konstant amplitude. Disse svingninger holder en bestemt frekvens meget præcist, og det udnyttes på forskellig vis:
- I et kvartsur spiller sådanne piezoelektriske svingninger samme rolle for uret, som et pendul gør for et pendulur: de afgør, hvor hurtigt uret går, og på grund af den store frekvensstabilitet går kvartsure meget præcist.
- Samme princip anvendes i radioer til at skabe referencefrekvenser, der styrer, hvilken frekvens der modtages på, og i radiosendere til at holde en stabil sendefrekvens.

## Historie
Allerede i starten af 1800-tallet kendte man til et beslægtet fænomen, pyroelektricitet, men i 1880 forudsagde brødrene Pierre og Jacques Curie den piezoelektriske effekt og demonstrerede det samme år ved hjælp af metalfolie, lim, ledninger, magneter og en juvelérsav i forskellige krystaller: kvarts, tourmalin, topas, rørsukker og natriumkaliumtartrat ("Rochelle-salt").
Ud fra termodynamikkens love kunne Lippmann fastslå, at der også måtte være det, der i dag kendes som den omvendte piezoelektriske effekt. Curie-brødrene fik meget hurtigt bekræftet dette eksperimentelt og førte endda bevis for, at den elektro-elastisk-mekaniske deformering af piezoelektriske krystaller er helt reversibel.
Den første praktiske anvendelse af den piezoelektriske og den omvendte piezoelektriske effekt var i sonarer under 1. verdenskrig. I 1917 udviklede Paul Langevin i Frankrig en ubådsdetektor, (som i dag bærer hans navn), baseret på ultralyd.
I USA blev den viden, man indhøstede på området, holdt inden for de virksomheder, der forskede i det, dels på grund af hemmelighedskræmmeriet omkring de tidligere militære anvendelser af teknikken, dels for at sikre sig profitable patenter. De japanske fabrikanter samarbejdede derimod og overvandt derfor hurtigt de tekniske vanskeligheder, de stødte på. De kunne sælge piezoelektriske produkter i en kvalitet, der kunne måle sig med amerikanernes – japanerne var bare fri for de dyre patentretslige restriktioner.
 Der er for få eller ingen kildehenvisninger i denne artikel, hvilket er et problem. Du kan hjælpe ved at angive troværdige kilder til de påstande, som fremføres i artiklen.